# Penrith (Australia)
Penrith è un sobborgo di Greater Western Sydney, nello Stato del Nuovo Galles del Sud, Australia. Penrith è situata a 50 km ad ovest da Sydney ed è il centro amministrativo dell'area di governo locale della città di Penrith.

## Monumenti e luoghi di interesse
- Penrith Museum of Fire[1]
- Chiesa di Santo Stefano (costruita negli '30 del XIX secolo), presso High Street, e il suo storico cimitero
- Penrith ha un campus della University of Western Sydney
- Panthers World of Entertainment
- Penrith Sake Brewery
- Nepean River